# 危秋潔失蹤事件
危秋潔（1990年10月17日—2017年7月24日）是中华人民共和国福建省一名女教师，福建省南平市邵武市人。其於四川師範大學畢業之後曾經在邵武市的一間小學做過語文科教師。2017年7月24日被日本媒體報道失蹤，當時引發中華人民共和國與日本社會的廣泛關注。

## 失聯
危秋潔於2017年7月18日獨自一人前往日本旅遊。期間先搭飛機去到北海道函館市，2天後來到札幌市，入住OCHO旅館（直译：「OCHO Guest House」），第三天又乘坐JR前往阿寒湖的一間麵包房買麵包。期間亦通過微信轉發過查斯特·班寧頓死訊以及孙燕姿生日的消息，同月23日在釧路市出現之後無任何消息，令網友一度懷疑其已失聯。事發後被中華人民共和國與日本媒體和社會關注，中華人民共和國駐札幌總領事館亦關注這起事件。在OCHO旅館老闆第一時間報警稱中國大陸旅客失聯之後，札幌當地警察開始發佈相關資訊，整個北海道地區開始尋找危秋的下落潔。期間還在危秋潔的行李箱發現了她的遺書，遺書內寫有「星星」以及「遙遠」兩關鍵詞。

## 後續
2017年8月27日，日本警察在钏路市海岸打撈了一具女性遺體，遗体一部分已经露出白骨。第二日經過DNA證實是危秋潔本人。後來根據GPS定位發現其軌跡行程，很有可能是在北海道釧路市的桂戀漁港（日语：桂恋漁港）附近墜入太平洋身亡。危秋潔遺體放置在钏路市警局。8月31日，危秋潔家人抵达日本。当晚7时20分左右，其家人來到钏路市警局。负责葬礼工作的人士则在遗体安置所修复了遗体。9月1日，危秋潔遺體火化，當時遺體身穿胭脂红色的连衣裙、粉色帽子与鞋。9月6日，危秋潔骨灰在家乡下葬。